# Charles Russell (acteur)
Pour les articles homonymes, voir Charles Russell et Russell.
Charles Russell (né le 31 mars 1918 à New York, mort le 18 janvier 1985 à Beverly Hills) est un acteur américain de cinéma et de radio.

## Biographie

### Vie privée
Il s'est marié avec Nancy Guild en 1947 avec qui il a eu une fille.

## Filmographie
- 1943 : Ladies' Day (en) de Leslie Goodwins
- 1943 : Bombardier de Richard Wallace
- 1944 : Prisonniers de Satan (The Purple Heart) de Lewis Milestone
- 1945 : Capitaine Eddie (Captain Eddie) de Lloyd Bacon
- 1946 : Behind Green Lights d'Otto Brower
- 1946 : Wake Up and Dream de Lloyd Bacon
- 1947 : Un mariage à Boston (The Late George Apley) de Joseph L. Mankiewicz
- 1948 : Night Wind de James Tinling
- 1948 : Trouble Preferred de James Tinling
- 1948 : Pénitencier du Colorado (Canon City) de Crane Wilbur
- 1948 : Inner Sanctum de Lew Landers
- 1948 : Broadway mon amour (Give My Regards to Broadway) de Lloyd Bacon
- 1949 : Mary Ryan, Detective (en) d'Abby Berlin (en)
- 1949 : Chinatown at Midnight de Seymour Friedman
- 1949 : Tucson (en) de William F. Claxton
- 1950 : Le Grand Assaut (en) (Breakthrough) de Lewis Seiler